# Berberis brevifolia
Berberis brevifolia är en berberisväxtart som beskrevs av Philippi och Karl Friedrich Carlos Federico Reiche. Berberis brevifolia ingår i släktet berberisar, och familjen berberisväxter. Inga underarter finns listade i Catalogue of Life.